# 香槐
香槐（学名：[Cladrastis wilsonii] 错误：{{Lang}}：文本有斜体标记（帮助））为豆科香槐属下的一个种。

## 扩展阅读
- 維基物種上的相關：香槐